# Audi A6

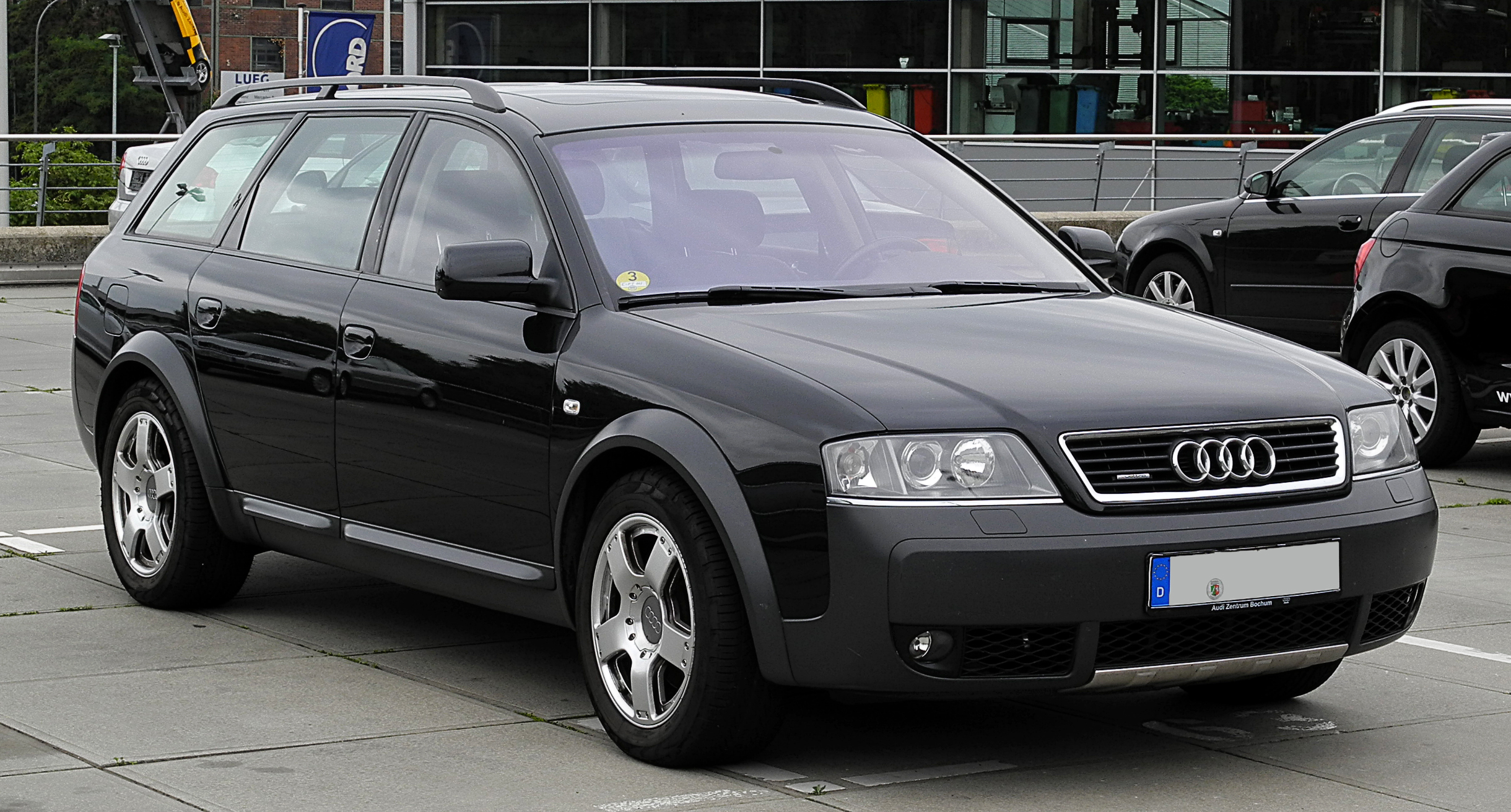
Audi allroad quattro 2.5 TDI (Germania)

Audi A6 este un automobil de clasă mare fabricat de către producătorul auto german Audi. Acesta este disponibil în versiunile de caroserie salon și break (Avant). Cea de-a doua și a treia generație A6 au fost de asemenea folosite ca bază pentru allroad quattro.

## Prima generație (C4/4A; 1994)
În trecut, Audi 100 era automobilul Audi de dimensiuni medii (numit Audi 5000 în Statele Unite), acesta fiind lansat în trei generații succesive (C1, C2 și C3). În 1994, cea mai recentă generație (C4) de Audi 100 a fost modificat la exterior și re-denumit ca A6, pentru a se potrivi cu noua nomenclatură alfanumerică Audi (A8 a fost introdus ca automobilul de dimensiune completă). Exteriorul a fost schimbat doar un pic din C4 100 - noi proiectoare și stopuri față și în spate, o nouă grilă a radiatorului, rămânând aceleași opțiuni pentru șasiu, motor și de sistemul de transmisie.
Noile motoare de A6 erau 1,8 20V cu 4 cilindri, 2,8 30V, 1,9 TDI V6, precum și 2,5 R5 TDI (140 cp), motorul de 2.3L în 5 cilindri în linie fiind abandonat pentru majoritatea piețelor. S6 este de 4,2 V8 a fost mărit la 290 cp (286 hp/213 kW) și a fost adăugată o nouă versiune de 326 PS (322 hp/240 kW) (S6 + făcută de quattro GmbH).
Până în 1997, A6 a venit cu mai multe motoare diferite, două dintre ele turbo-diesel, și cele mai multe dintre ele disponibile cu Audi quattro Torsen cu tracțiune permanentă pe toate cele patru roți. A6 a fost, de asemenea disponibil și cu caroserie sedan Avant.
C4 era disponibil cu următoarele motorizări:
| Motor                                                 | Configurație             | Putere                          |
| ----------------------------------------------------- | ------------------------ | ------------------------------- |
| Benzină                                               |                          |                                 |
| 1.8 20v                                               | 4 cilindri în linie DOHC | 92 kW (125 PS; 123 bhp)         |
| 2.0 8v (ABK) SPFI                                     | 4 cilindri în linie SOHC | 74 kW (101 PS; 99 bhp)          |
| 2.0 8v MPFI                                           | 4 cilindri în linie SOHC | 115 PS (85 kW; 115 PS; 113 bhp) |
| 2.0 16v                                               | 4 cilindri în linie DOHC | 103 kW (140 PS; 138 bhp)        |
| 2.2 20v Turbo (AAN) (S6)                              | 5 cilindri în linie DOHC | 169 kW (230 PS; 227 bhp)        |
| 2.3 10v                                               | 5 cilindri în linie SOHC | 98 kW (133 PS; 131 bhp)         |
| 2.4 12v (AFM - doar în Thailanda, din motive fiscale) | V6 SOHC                  | 110 kW (150 PS; 148 bhp)        |
| 2.6 12v (ABC)                                         | V6 SOHC                  | 110 kW (150 PS; 148 bhp)        |
| 2.8 12v (AAH)                                         | V6 SOHC                  | 128 kW (174 PS; 172 bhp)        |
| 2.8 30v (ACK)                                         | V6 DOHC                  | 142 kW (193 PS; 190 bhp)        |
| 4.2 32v (AEC) (S6)                                    | V8 DOHC                  | 213 kW (290 PS; 286 bhp)        |
| 4.2 32v (AHK) (S6 Plus)                               | V8 DOHC                  | 240 kW (326 PS; 322 bhp)        |
| Diesel                                                |                          |                                 |
| 1.9 TDI 8v                                            | 4 cilindri în linie SOHC | 66 kW (90 PS; 89 bhp)           |
| 2.5 TDI 10v                                           | 5 cilindri în linie SOHC | 115 PS (85 kW; 115 PS; 113 bhp) |
| 2.5 TDI 10v                                           | 5 cilindri în linie SOHC | 103 kW (140 PS; 138 bhp)        |